# イトゥサチ・バクー
イトゥサチ・バクー（原語表記:İqtisadçı Bakı、ラテン翻記:Igtisadchi Baku）は、アゼルバイジャンのバクーを本拠地として活動していた女
子バレーボールクラブである。アゼルバイジャン女子バレーボール・スーパーリーグに所属していた。

## 概要
イトゥサチ・バクーは2007年に設立された。
アゼルバイジャン・スーパーリーグではアゼルレイル・バクー、ラビタ・バクーと共に強豪チームとして知られている。他にもロコモティフ・バクーやVKバクーなどがある。
2014年10月22日、イトゥサチ・バクーが財政面の問題で2014/15シーズンに参加しないと報道された。

## 歴代所属選手
- タイーバ・ハニーフ
- ジェニファー・ドリス
- ナンシー・メトカフ
- ローレン・パオリーニ
- 佐野優子
- 横山雅美
- リーカ・レトネン
- ヤエル・カスティグリオネ
- アリス・ブロム
- マノン・フリール
- マリナ・カティッチ
- イバナ・ミロシュ
- エリカ・コインブラ
- カロリネ・ガッタス
- アナ・チエミ・タカギ
- フェルナンダ・フェレイラ
- クリスティナ・パストロバ
- モレーノ・ピーノ・ケニー
- プリシージャ・リベラ
- ニベルカ・マルテ
- マリアンネ・フェルソラ
- ダイミ・ラミレス
- キアラ・ディウリオ
- ヴァレンティーナ・セレーナ
- レンカ・ドウア
- ワンナー・ブアゲーオ
- プルームジット・ティンカオ
- ウィラワン・アピヤポン
- ヌットサラ・トムコム
- アンポーン・ヤーパー
- オヌマー・シッティラック
- マイカ・カントーン
- 張磊
- 馬蘊雯
- 魏秋月
- キム・ウィロビー
- レイチェル・ローク